# Dukesz Artúr
Dukesz Artúr (Gyöngyös, 1892 — Krasznojarszk, 1919. augusztus 1.) magyar jogász.

## Életútja
Gimnáziumi tanulmányait szülővárosában, diplomáját a budapesti jogi egyetemen szerezte. Fiatalon kapcsolódott be az ifjú egyetemisták haladó szellemű mozgalmába. A Galilei Körnek tagja, 1912-ben pedig titkára lett. A Heves vármegyei lapok közölték éles hangú, bíráló cikkeit, melyekkel a vallásoktatás ellen szállt ki. 1914-ben behívták katonának, a kárpáti harcok során még ugyanebben az évben orosz fogságba került. Az osztrák–magyar hadsereg tisztjeként, a krasznojarszki hadifogolytáborba vitték, ahol a hadifoglyok szocialista-antimilitarista mozgalmába bekapcsolódott, 1919-ben a tábor egyik kommunistacsoportjának vezetője volt. Többedmagával a Jenyiszej című lapot szerkesztette. A táborban kitört felkelést követő megtorlás során a foglyok között is tisztogatásra és kutatásra került sor. 1919. július 31-én Dukeszt Artúrt letartóztatták és másnap a kolcsakisták kivégezték.

## Emlékezete
Emlékműve, mely Gyöngyösön, a Berze Nagy János Gimnázium (Kossuth Lajos utca 33.) bejárata mellett áll, az intézményen belül, Berecz András alkotása, 1967 novemberében leplezték le. Szülőházát (Huszár utca 11.) is emléktáblával jelölték meg. Neve a Fiumei úti sírkert Munkásmozgalmi Panteonjának emléktábláin is megtalálható.